# Gabriel Marín
Pour les articles homonymes, voir Marín et Sánchez.
Marín  Sánchez est un nom espagnol. Le premier nom de famille, en général paternel, est Marín ; le second, en général maternel, souvent omis, est Sánchez.
Gabriel Eduardo Marín Sánchez, né le 23 mai 1994, est un coureur cycliste costaricien.

## Biographie
Durant le Tour du Costa Rica 2016, Gabriel Marín est expulsé de la course à l'issue de la quatrième étape, après s'être bagarré avec un autre coureur, Dylan Castillo.
En 2017, il devient champion du Costa Rica sur route et remporte trois étapes du Tour du Nicaragua.
Le 31 janvier 2018, l'UCI annonce qu'il a été contrôlé positif à l'EPO CERA le 22 décembre précédent au cours du Tour du Costa Rica 2017, tout comme l'ensemble de son équipe, ce qui lui vaut une suspension provisoire,. En avril 2019, l'UCI annonce qu'il est suspendu quatre ans, jusqu'au 21 décembre 2020.

## Palmarès
- 2012
  -  Champion du Costa Rica sur route juniors
  -  Champion du Costa Rica du contre-la-montre juniors
- 2013
  - 3e du championnat du Costa Rica sur route espoirs
- 2014
  - 1re étape du Tour du Costa Rica espoirs
  - 1re étape du Tour du Nicaragua
- 2015
  - 5e étape du Tour du Costa Rica espoirs
  - 3e du championnat du Costa Rica du contre-la-montre espoirs
- 2017
  -  Champion du Costa Rica sur route
  - 2e, 4e et 5e étapes du Tour du Nicaragua
  - 2e du championnat du Costa Rica du contre-la-montre
- 2021
  - 2e du championnat du Costa Rica sur route

## Classements mondiaux
| Année            | 2016 | 2017 |
| ---------------- | ---- | ---- |
| UCI America Tour | 580e | 27e  |